# 歐萱
歐萱（1979年6月28日—），新加坡當紅影視女演員，前新傳媒私人有限公司合約當家花旦，為新傳媒七公主之一，是新傳媒阿姐之一，28歲時憑借小娘惹一人分飾兩角爆紅，揚名海外。
20歲之齡出道，前新傳媒七公主成员，至今已擔當多部電視劇女主角。 其中以《荷蘭村》清純傻氣的椰漿飯小妹“莫晶晶”，《小娘惹》賢惠聰明卻命運坎坷的“山本月娘”和《志在四方》渴望上位最終慘患憂鬱症的女星“趙非兒”三角為經典代表作。曾凭《小》里的"山本月娘"一角爆红，扬名海外，与演员戴向宇是经典荧幕情侣，在演艺圈里有着不俗的战绩。2016年凭《志2》的精湛演技，首次获得红星大奖最佳女主角，更成为了红星大奖2016的三料视后，四度获得最喜爱女角色，并和戚玉武二度获得最喜爱荧幕情侣，成为记录保持者。在2015年以35岁之龄获得红星大獎最高级别奖项「超级红星」。同時也在《紅星大奖2015》上連奪六大獎項。前無古人後無來者。是新加坡电视当家阿姐之一。

## 个人背景

### 学历
- 莱佛士女子小学
- 克信女中
- 国家初级学院
- 毕业于新加坡國立大學

## 简历
2001年参加优频道主办的《新卧虎藏龙》新秀比赛出道，并以压倒性的成绩夺得“最有潜力新人奖”以及“最受欢迎新人奖”。比赛结束以后，投入优频道电视剧的拍摄工作。在优频道参与的剧集有《情色男女》，《胜券在握》，《土司男之吻2》等。在2002年，跳槽到新传媒，第一部电视剧演出为《九层糕》范可可一角。其影友會称为“Jeanius”，名字建立在欧萱“Jeanette”的英文名和英文的“Genius”（天才）之上。(資料：simplyjeanette.com)

## 经历
欧萱的父亲是土生土长的华人，母亲祖籍福建省泉州市，家中有姐姐和哥哥。她曾在莱佛士女子小学、克信女中、国家初级学院接受教育，毕业于新加坡國立大學。

### 出道前
2001年，欧萱 以原名欧燕萍, 参与优频道主办的选秀节目《新卧虎藏龙》，从六位选手中脱颖而出，成为双料冠军。

### 2001年：首部出演《情色男女》、出道
当时仍在新加坡国立大学修读荣誉学位的欧萱签约U频道, 并在一年内参与了《情色男女》, 《胜券在握》等四部电视剧的演出。并以《情色男女》为出道作品。

### 2002年：出演電視劇《九层糕》
跳槽到新传媒，在“高人指点”的情况下，以姓名学角度取了艺名—欧萱。当时被高层郭令送相中，在家庭剧《九层糕》，以第三女主角姿态和新传媒视帝视后谢韶光，黄碧仁，陈丽贞，香港资深艺人朱咪咪新老演员一起演出。剧中欧萱饰演性格高傲与人难合的现代女性“范可可”，和老搭档戚玉武和白薇秀产生三角恋。在2002年红星大奖获得‘最受欢迎新人奖’。

### 2003年：主演新加坡劇《真心英雄》，《荷兰村》
欧萱先后凭两部电视剧升级成为第二女主角。在《真心英雄》中，饰演一个土里土气又爱唠叨的小护士。其第三部作品《荷兰村》是新传媒的长寿剧，在剧中演绎心地善良，性格单纯的傻妹“莫晶晶”，《荷兰村》成为她出道的首部代表作品，同时被新加坡和马来西亚的观众认识并且认可。于2003年红星大奖以新人的姿态和郑惠玉，陈莉萍，郑秀珍等入围最佳女主角，并首度夺得红星大奖‘十大最受欢迎女艺人’。

### 2004年：首次担任女主角《辣兄辣妹》、主演新加坡劇《孩有明天2》，《任我遨游》
年初在《辣兄辣妹》中第一次担任第一女主角，饰演人见人怕的悍妹，和之前的傻妹相比，形成了最鲜明的反差。后在《孩有明天2》和李南星饰演情侣，并首次扮演富有爱心的社工，《孩2》也让她获得‘最佳女主角’的提名。2004年底在《任我遨游》中，第一次以比基尼泳手的角色亮相。2004年，再次度夺得‘十大最受欢迎女艺人’。

### 2005年：主演新加坡劇《情来运转》，《舞出彩虹》
消失幕前将近一年。在贺岁剧《情来运转》中再度与黄碧仁合作，饰演一位有狐臭的太极拳师傅。同年，和米雪，雪梨，郭彦甫等新港台的艺人，合作演出偶像剧《舞出彩虹》，剧中的角色敢爱敢恨，直来直往，只为自己而活。同年再次获得‘十大最受欢迎女艺人’的奖项。

### 2006年：主演新加坡劇《刑警二人组》
成为两部剧的第二女主角，在《刑警二人组》中，以乖巧的法医助理亮相，后来变身成为杀人犯，是其首次出演大反派。06年，获得第四座‘十大最受欢迎女艺人’。

### 2007年：主演新加坡劇《最高点》，《幸运星》，《女婿当家》
是新加坡电视圈“七公主”时代的诞生。在《最高点》，饰演一个性格豪迈粗鲁的“男人婆”。后首次和范文芳合作，在《幸运星》，和饰演姐姐的范文芳“灵魂对调”。在《女婿当家》，则饰演开朗的摄影师。2007年红星大奖，没获得奖项。

### 2008年：演艺生涯创新高峰、主演中国剧《少林僧兵》、出演新加坡劇《变奏曲》，《小娘惹》
演艺生涯再创新高峰。到中国参与合资剧《少林僧兵》的演出，以古装造型出镜，扮演来自日本的倭寇奸细。回到新加坡后，投入《变奏曲》拍摄工作，饰演一个困在回忆的角色，《变奏曲》则让欧萱第一次获得《亚洲电视大奖》的最佳女主角提名。紧接着在《沸腾冰点》饰演叛逆的舞者。
新传媒为纪念8频道45周年筹备拍摄台庆剧《小娘惹》。以南洋独特的土生华人文化为背景的年代剧被称为新加坡版本的《大长今》, 因此在未开拍前女主角人选就已成为城中热话。最终, 欧萱成功接获角色，独自分饰母女两个角色， 一人轧上苦命母女“菊香”和“月娘”两角, 是撑起整部剧的灵魂人物。随着人选敲定, 许多人揣测欧萱将称为新一代阿姐的接班人, 然而也有部分观众认为电视台过分偏好欧萱。剧集在年底的播出引起空前绝后的回响，《小娘惹》于2008年底在新加坡播出时引起轰动，收视率节节攀升，大结局以33.8%的收视率，打破了本地电视剧15年的收视纪录, 也冲出本地市场, 让欧萱获得前所未有的人气和曝光率。剧中的“月娘”不信天命, 逆境求存, 并保守传统女性的婉约坚贞, 成为了欧萱的第二个代表作， 奠定了她新一代阿姐的地位。

### 2009年：主演新加坡劇《当我们同在一起》
在2009年的红星大奖，欧萱凭电视剧《小娘惹》获“最佳女主角”提名。2009年再次参与台庆作品《当我们同在一起》，以60年代卖艺小姑娘的造型亮相。同年，获得第五座的“十大”奖项。

### 2010年：主演新加坡劇《红白喜事》、《破天网》
在现代剧《红白喜事》中饰演在殡葬行业工作的孝女，为了家庭任劳任怨，此剧在黄金时段收视率排名第二。在2010年三度出演新传媒台庆剧《破天网》，剧中的角色患有精神分裂症。这一年也第一次主持资讯节目《明星志工队2》。2010年凭《当我们同在一起》一举入围《红星》和《亚洲电视大奖》最佳女主角，六度获得“十大最受欢迎女艺人”。并以此剧成为《红星大奖》历史上首位《最喜爱女角色》的得主。

### 2011年：主演马来西亚剧《断掌的女人》、中国剧《千金》
先后到马来西亚和中国参加海外的制作，演出《断掌的女人》和中国版小娘惹《千金》等戏剧。2011年《红星大奖》，凭《破天网》五度入围最佳女主角，并连续七年在“十大最受欢迎女艺人”榜上有名。

### 2012年：主演電視劇《995》，《跳浪》，《X元素》
2012年初，播出的剧集《995》是其暂别新加坡荧幕之后的新作品。剧中的角色是一位舍己为人，富有正义感的救护人员。在U频道13集校园剧《跳浪》中，则饰演擅长体操的华文老师“萧春丽”。新传媒原考虑让欧萱参与《糊里糊涂爱上它》（前名《我爱狐狸精》）的拍摄工作，但电视台后来宣布因其的曝光率太过频繁，而决定临时换角。在2012下半年的悬疑科幻剧《X元素》中，与李南星三度合作，饰演拥有“异能”元素的傻大姐，结合了搞笑和精神异常为一体的角色。有观众看了《X元素》，后觉得其角色“白痴”、“长不大”，也有观众觉得她尽管外形甜美，但说话还是嗲声嗲气，演技造作，不如其他女星自然。更有不少观众批评欧萱演技十年如一日，像《荷兰村》的翻版“晶晶”。2012年第八度获得十大女艺人奖项。

### 2013年：主演马来西亚剧《幸福料理》、新加坡劇《志在四方》，《信约：唐山到南洋》
相继接拍了三部电视剧。2012年底再度到马来西亚拍摄电视剧《幸福料理》，剧中饰演的角色余男，被监制形容为“很女人的男人婆”。汇集了众多大牌演员的50周年年中台庆剧《志在四方》中，首度和陈汉玮、郑惠玉以及瑞恩合作。这部剧也是她相隔数年再次和陈莉萍及戚玉武合作。在《志在四方》中，饰演一名努力上位的三线演员，却在当红之后迷失自我。在相隔三年后再度出演年底大制作《信约：唐山到南洋》并再次和黄俊雄、白薇秀搭档。在4月份公布的《新加坡e乐人气奖项》当中，摘下了《最喜爱的本地电视艺人》。在4月得到第九座《红星大奖2013》十大最受欢迎女艺人。

### 2014年：主演新加坡劇《球在你脚下》，《动荡的年代》
凭着《志在四方》六度入围最佳女主角，可惜输给同剧的大热门陈莉萍。年初，拍摄年中重头剧《球在你脚下》，与香港视帝夏雨和老搭档黄俊雄搭档，相隔多年再出演运动题材的剧集，也配合2014巴西世界杯。在2月底公布的，《信．约》二部曲《动荡的年代》演员名单中，欧萱是唯一一位从第一系列承接演出第二代故事的主要人物。在4月的《红星大奖20》第一场颁奖礼，夺4大奖项，包括“最喜爱女角色”、“最喜爱荧幕情侣”、“柬埔寨最受欢迎新传媒艺人奖”和“社交媒体魅力奖”，成为全场最大赢家。其中，“最喜爱女角色”和“最喜爱荧幕情侣”属于网上投选的奖项，是继2010年后再度获得“最喜爱女角色”和2011年后再度获得“最喜爱荧幕情侣”，她自己也表示在《志在四方》里的赵非儿是她演过那么多角色里最喜欢的一个。其后在《红星大奖20》第二场颁奖礼夺第十座“十大最受欢迎女艺人”。同年，拍摄剧集《分手快乐》。

### 2015年：主演新加坡劇《分手快乐》，《志在四方II》、客串新加坡劇《信约：我们的家园》
随着《分手快乐》播毕，同年1月，拍摄客串主演的年度重头剧《信约：我们的家园》，欧萱也是唯一一位艺人参与信约三部曲里的所有剧集。在《红星大奖2015》第一场颁奖礼，夺下了6大奖，其中有“最喜爱女角色”、“最喜爱荧幕情侣”、“马来西亚区域最受欢迎女艺人”、“印度尼西亚区域最受欢迎女艺人”、“柬埔寨区域最受欢迎女艺人”以及“社交媒体魅力奖”，成为全场最大赢家，并在台上宣布退出所有投选奖项。在第二场颁奖礼，获颁“超级红星”。同年5月，确定拍摄年度台庆剧《志在四方II》，并在6月开始拍摄此剧。而欧萱亦宣布在《志在四方II》拍摄完毕后，将参演舞台剧《美世界》。同年11月，欧萱在PPCTV新传媒颁奖礼，凭《志在四方》赵非儿这个角色夺下了“最喜爱女主角”和“最喜爱女角色”以及凭《信约：唐山到南洋》夺下“最喜爱荧幕情侣”，成为全场大赢家。参与舞台剧《美世界》虽然屡屡遭观众批评，但欧萱不受恶评困扰，并承诺会做得更好。同年11月，欧萱确认将会主演2016年年中重头剧《绝世好工》。同年12月，随着《志在四方II》出街后，许多观众认为欧萱的演技比起以往进步了很多，尤其是在“赵非儿”忧郁症发作时。《志在四方II》故事人洪夕亦表示，起初她认为欧萱在饰演“赵非儿”忧郁症发作时演得有点过火，但后来才得知原来欧萱在拍摄前曾经找医生咨询，大赞欧萱十分敬业。而此剧令许多观众认为欧萱能在隔年的《红星大奖》一圆获颁“最佳女主角”一奖的心愿。

### 2016年：主演新加坡劇《绝世好工》和長壽劇《118 II》
1月开始拍摄年中重头剧《绝世好工》，再次与陈罗密欧搭档，这是他们继《信约：动荡的年代》和《志在四方II》之后三度搭档的剧集。同年2月，2016年红星大奖入围名单出炉。欧萱凭《志在四方II》七度入围《红星大奖》最佳女主角，虽然已宣布退出所有投选奖项，但新传媒表示由于最喜爱角色和最喜爱荧幕情侣是由观众投票，所以欧萱还是得参加这两个奖项，并以“赵非儿”入围最喜爱女角色，以及入围最喜爱荧幕情侣（蓝钦辉/赵非儿）。在《红星大奖2016》第二场颁奖礼上，夺下了3大奖，成为全场大赢家，其中有“最佳女主角”、“最喜爱女角色”和“最喜爱荧幕情侣”，欧萱凭着《志在四方II》“赵非儿”这个角色赢得了“最佳女主角”，也是首次获颁“最佳女主角”，一圆心愿。值得一提的是，本次红星大奖将会是最后一次颁发“最喜爱男女角色”，而欧萱成为了红星大奖史上获得最多次数的女艺人，一共获得了四次。欧萱也成为了少数可以同时拥有三大奖项的艺人。
9月，時隔多年再次接演長壽劇——《118 II》，此劇由《118》原班人馬和黃俊雄、王路江、田銘耀、朱厚任、黃炯耀、張耀棟等主演，她本人在劇中飾演‘慢慢 / 李太美’一角，此角色是在新加坡出生，後在香港長大的女流氓，在劇中亦和飾演‘劉際洲’的王路江有感情線。

### 2018年：主演電視劇《千年來說對不起》
3月，開始拍攝由哇哇映畫主導的電視劇——《千年來說對不起》，作為她的熒幕告別之作，此劇也由王傳一、陳欣淇、方偉傑、江常輝和郭淑賢主演，並接演‘唐心’的角色，曾共同參演《斷掌的女人》和《信約：動盪的年代》的張順源則飾演‘Pierre’（唐心的下屬）的角色。

### 2019年：主演《攻星計》
7月，再次接演同樣由哇哇映畫主導的電視劇——《攻星計》，此劇也由陳泓宇、吳俐璇、許美珍、林梅嬌、沈家玉等主演，她本人在此劇飾演前阿姐‘鄭天愛’的角色，另外還有觀眾説此劇涉及大量娛樂元素，故時常拿《志在四方》作比較。

## 影视作品

### 電視劇（新傳媒）
| 年份   | 劇名                   | 角色                                         | 性質           |
| 2001年 | 情色男女               | -                                            | 第一女主角     |
| 2002年 | 奇妙人生之愛情遞送     | -                                            | 女配角         |
| 2002年 | 胜券在握               | 丁小一                                       | 女配角         |
| 2002年 | 吐司男之吻2(台灣)      | -                                            | 女配角         |
| 2002年 | 九層糕                 | 范可可                                       | 女主角之一     |
| 2003年 | 真心英雄               | 陳慧敏                                       | 第二女主角     |
| 2003年 | 荷蘭村                 | 莫晶晶                                       | 第二女主角     |
| 2004年 | 辣兄辣妹               | 溫情                                         | 第一女主角     |
| 2004年 | 孩有明天2              | 林靜濠                                       | 第一女主角     |
| 2004年 | 任我遨游               | 郭靜雯                                       | 第一女主角     |
| 2005年 | 情來運轉               | 方麗香                                       | 第二女主角     |
| 2005年 | 舞出彩虹               | 丁瑩瑩                                       | 第一女主角     |
| 2006年 | 刑警2人组              | 方佳宜/唐思潔                                | 第二女主角     |
| 2006年 | 海的兒子               | 程曉萱                                       | 第二女主角     |
| 2007年 | 最高點                 | 鍾曉陽                                       | 第二女主角     |
| 2007年 | 幸運星                 | 江欣慧                                       | 兩大女主角之一 |
| 2007年 | 女婿當家               | 江怡君                                       | 第一女主角     |
| 2008年 | 少林僧兵（中國）       | 海清                                         | 第三女主角     |
| 2008年 | 變奏曲                 | 陳小柔                                       | 第一女主角     |
| 2008年 | 沸騰冰點               | 林可怡                                       | 第二女主角     |
| 2008年 | 小娘惹                 | 母親 : 黃菊香 女兒 : 山本月娘                | 第一女主角     |
| 2009年 | 當我們同在一起         | 姚劍虹                                       | 第一女主角     |
| 2010年 | 紅白喜事               | 蔡施雅                                       | 第一女主角     |
| 2010年 | 破天網                 | 母親: 葉子青 女兒: 楊念青 (原名 : 楊敏慧)    | 第二女主角     |
| 2011年 | 斷掌的女人（馬來西亞） | 羅金玉                                       | 第一女主角     |
| 2011年 | 千金（中國）           | 母亲：方惜若 女儿：凌千金 千金的孙女：黄佩珊 | 第二女主角     |
| 2012年 | 995                    | 施浩然                                       | 第一女主角     |
| 2012年 | 跳浪                   | 萧春丽                                       | 第一女主角     |
| 2012年 | X元素                  | 杨芷晴                                       | 第一女主角     |
| 2013年 | 志在四方               | 趙非兒                                       | 四大女主角之一 |
| 2013年 | 信约：唐山到南洋       | 林鸭子                                       | 第二女主角     |
| 2014年 | 球在你脚下             | 莫雨晴                                       | 第一女主角     |
| 2014年 | 小心陌生人（电视电影） | 莫雨晴                                       | 第一女主角     |
| 2014年 | 幸福料理               | 余男                                         | 第一女主角     |
| 2014年 | 信約：動盪的年代       | 母亲: 林鸭子 女儿: 洪明慧                    | 第一女主角     |
| 2015年 | 分手快樂               | 梁语嫣                                       | 第一女主角     |
| 2015年 | 信約：我們的家園       | 洪明慧                                       | 特别主演       |
| 2015年 | 志在四方II             | 赵非儿                                       | 四大女主角之一 |
| 2016年 | 绝世好工               | 程卉杉                                       | 第一女主角     |
| 2016年 | 118 II                 | 李太美                                       | 女主角之一     |
| 2018年 | 千年来说对不起         | 唐心                                         | 第二女主角     |
| 2019年 | 攻星计                 | 郑天爱                                       | 第一女主角     |
| 2023年 | Come Closer            | Mei                                          | 第一女主角     |
| 2025年 | 小娘惹之翡翠山         | 山本月娘                                     | 特别主演       |

### 電視劇（中國大陸）
| 年份   | 劇名                 | 角色      | 性質       |
| 2021年 | 灵魂摆渡·南洋传说    | 阿春/豪姬 | 单元女主角 |
| 待播   | 在不安的世界安靜的活 | 孟露      |            |

### 电影
| 年份   | 劇名                     | 角色       | 性質       |
| 2015年 | 平平安安（马来西亚电影） | 平安的母亲 | 第一女主角 |
| 2018年 | 情牵拉面茶               |            | 第一女主角 |

## 獎項

### 演技獎項
| 年份 | 頒獎典禮            | 獎項           | 劇集               | 角色             | 結果 |
| ---- | ------------------- | -------------- | ------------------ | ---------------- | ---- |
| 2003 | 第10屆 紅星大獎2003 | 最佳女主角     | 《荷蘭村》         | 莫晶晶           | 提名 |
| 2004 | 第11屆 紅星大獎2004 | 最佳女主角     | 《孩有明天II》     | 林静濠           | 提名 |
| 2008 | 第13屆 亞洲電視大獎 | 最佳戲劇女演員 | 《變奏曲》         | 陈小柔           | 提名 |
| 2009 | 第15屆 紅星大獎2009 | 最佳女主角     | 《小娘惹》         | 黄菊香、山本月娘 | 提名 |
| 2010 | 第16屆 紅星大獎2010 | 最佳女主角     | 《當我們同在一起》 | 姚劍虹           | 提名 |
| 2010 | 第15屆 亞洲電視大獎 | 最佳戲劇女演員 | 《當我們同在一起》 | 姚劍虹           | 提名 |
| 2011 | 第17屆 紅星大獎2011 | 最佳女主角     | 《破天網》         | 葉子情、楊念青   | 提名 |
| 2014 | 第20屆 紅星大獎2014 | 最佳女主角     | 《志在四方》       | 趙非兒           | 提名 |
| 2016 | 第22屆 紅星大獎2016 | 最佳女主角     | 《志在四方II》     | 趙非兒           | 獲獎 |
| 2017 | 第23屆 紅星大獎2017 | 最佳女主角     | 《絕世好工》       | 程卉杉           | 提名 |

### 其他獎項
| 年份   | 地點   | 活動名稱                               | 入圍／獲得獎項 |
| 2001年 | 新加坡 | 《MediaWorks》                         | 最佳演員及最佳新人獎 |
| 2002年 | 新加坡 | 《紅星大獎2002》                       | 最受歡迎新人獎 |
| 2003年 | 新加坡 | 《紅星大獎2003》                       | 十大最受歡迎女藝人 |
| 2004年 | 新加坡 | 《紅星大獎2004》                       | 十大最受歡迎女藝人 |
| 2005年 | 新加坡 | 《紅星大獎2005》                       | 十大最受歡迎女藝人 |
| 2006年 | 新加坡 | 《紅星大獎2006》                       | 十大最受歡迎女藝人 |
| 2007年 | 新加坡 | 《紅星大獎2007》                       | 二十大最受歡迎女藝人 （获得提名，未获得奖项。）                                                                           |
| 2007年 | 新加坡 | 《紅星大獎戲劇25週年展》               | 五大經典場面 |
| 2007年 | 新加坡 | 《紅星大獎戲劇25週年展》               | 我最喜愛的女演員提名 |
| 2007年 | 新加坡 | 《紅星大獎戲劇25週年展》               | 2000年代銀幕玉女掌門人提名                                                                                                |
| 2008年 | 新加坡 | 《8頻道跨年派對2008》                  | (連奪四獎)前8名最可愛的女主角 角色: 黃菊香 - 小娘惹 角色: 山本月娘 - 小娘惹 角色: 陳小柔 - 變奏曲 角色: 林可怡 - 沸騰冰點 |
| 2009年 | 新加坡 | 《紅星大獎2009》                       | 十大最受歡迎女藝人 |
| 2010年 | 新加坡 | 《紅星大獎2010 Show 1》                | 最喜愛女角色獎 劇集 : 當我們同在一起 飾演 : 姚劍虹                                                                        |
| 2010年 | 新加坡 | 《紅星大獎2010 Show 2》                | 十大最受歡迎女藝人 |
| 2011年 | 新加坡 | 《銀光閃耀紅星大獎2011 Show 1》        | 最喜愛女角色獎提名(破天網)                                                                                                |
| 2011年 | 新加坡 | 《銀光閃耀紅星大獎2011 Show 1》        | 最喜愛熒幕情侶獎 劇集 : 破天網 情侶 : 楊念青和司徒東城                                                                    |
| 2011年 | 新加坡 | 《銀光閃耀紅星大獎2011 Show 1》        | 最迷人微笑獎提名 |
| 2011年 | 新加坡 | 《紅星大獎2011金碧輝映 Show 2》        | 十大最受歡迎女藝人 |
| 2012年 | 新加坡 | 《紅星大獎2012 Show 2》                | 十大最受歡迎女藝人 |
| 2013年 | 新加坡 | 《紅星大獎2013 Show 2》                | 十大最受歡迎女藝人 |
| 2013年 | 新加坡 | 《新加坡 SG E 獎》                     | 最受歡迎本地電視藝人獎 |
| 2014年 | 新加坡 | 《紅星大獎20 Show 1》                  | 最喜爱女角色 劇集 : 志在四方 飾演 : 赵非儿                                                                                |
| 2014年 | 新加坡 | 《紅星大獎20 Show 1》                  | 最喜爱熒幕情侣 劇集 : 志在四方 情侶 : 赵非儿和Jason Lam                                                                   |
| 2014年 | 新加坡 | 《紅星大獎20 Show 1》                  | 區域最受歡迎新傳媒藝人 (柬埔寨)                                                                                           |
| 2014年 | 新加坡 | 《紅星大獎20 Show 1》                  | 社交媒体魅力奖 |
| 2014年 | 新加坡 | 《紅星大獎20 Show 2》                  | 十大最受歡迎女藝人 |
| 2014年 | 新加坡 | 《新加坡 SG E 獎》                     | 最受歡迎本地電視藝人獎 |
| 2015年 | 新加坡 | 《紅星大獎2015 加利谷闪耀星光 Show 1》 | 社交媒体魅力奖 |
| 2015年 | 新加坡 | 《紅星大獎2015 加利谷闪耀星光 Show 1》 | 最受欢迎区域奖 （马来西亚）                                                                                               |
| 2015年 | 新加坡 | 《紅星大獎2015 加利谷闪耀星光 Show 1》 | 最受欢迎区域奖 （印度尼西亚）                                                                                             |
| 2015年 | 新加坡 | 《紅星大獎2015 加利谷闪耀星光 Show 1》 | 最受欢迎区域奖 （柬埔寨）                                                                                                 |
| 2015年 | 新加坡 | 《紅星大獎2015 加利谷闪耀星光 Show 1》 | 最喜爱女角色 劇集 : 信約：動盪的年代 飾演 : 洪明慧                                                                        |
| 2015年 | 新加坡 | 《紅星大獎2015 加利谷闪耀星光 Show 1》 | 最喜爱熒幕情侣 劇集 : 球在你脚下 情侶 : 高过天和莫雨晴                                                                    |
| 2015   | 新加坡 | 红星大奖2015 SHOW 2                    | 超级红星 |
| 2016年 | 新加坡 | 《紅星大獎20 Show 2》                  | 最喜爱女角色 劇集 : 志在四方2 飾演 : 赵非儿                                                                               |
| 2016年 | 新加坡 | 《紅星大獎20 Show 2》                  | 最喜爱熒幕情侣 劇集 : 志在四方2 情侶 : 赵非儿和Jason Lam                                                                  |